# واشینگتن آلون بارتلت
واشینگتن آلون بارتلت (زادهٔ حدود ۱۸۱۶ - درگذشتهٔ ۶ فوریه ۱۸۶۵)،‏ اولین شهروند ایالات متحده بود که در زمان جنگ مکزیک و آمریکا توسط دولت نظامی به سمت شهردار یربا بوئنا/سانفرانسیسکو منصوب شد و از ۱۴ اوت ۱۸۴۶ تا ۳۱ ژانویه ۱۸۴۷ در این سمت خدمت کرد.

## سال‌های اولیه
با آنکه برخی منابع بارتلت را متولد مِین و تاریخ تولدش را ۳ سپتامبر ۱۸۱۲ تا ۱۸۲۰ ذکر کرده‌اند، منابع دیگر اظهار کرده‌اند که او خویشاوند جوسیا بارتلت، امضاءکنندهٔ اعلامیهٔ استقلال ایالات متحده بود. با این حال، هیچ مدرک مستقلی برای هر دو فرضیه وجود ندارد. بیشتر اطلاعات مربوط به زندگی‌نامهٔ بارتلت از دوران پیش از سال ۱۸۵۶، از عریضه‌ای که او به کنگره ارائه کرد، به دست آمده‌است. او ابتدا در ۲۲ ژانویه ۱۸۳۳ به عنوان ناوآموز در نیروی دریایی ایالات متحده منصوب شد، زیرا پیشتر آموزش‌های مربوط به دریانوردی را گذرانده بود. بارتلت بین سال‌های ۱۸۳۳ و ۱۸۳۷، در سفری طولانی در اقیانوس آرام در کشتی جنگی USS وینسنس خدمت کرد. در ۸ ژوئیه ۱۸۳۹، او توانست از بین ۳۲ نفر، نفر هفتم در آزمون‌های مربوط به ناوآموزی شود. در سال‌های ۱۸۳۹ و ۱۸۴۴، او بیشتر به وظایف نقشه‌برداری مشغول بود تا اینکه در نوامبر ۱۸۴۴ به عنوان ستوان در نیروی دریایی ایالات متحده گماشته شد و در آن زمان برای سفری دریایی به کشتی جنگی یواس‌اس پورتسمث پیوست که تا مه ۱۸۴۸ طول کشید.

## شهردار سان فرانسیسکو
در طول این سفر دریایی بود که بارتلت به بزرگترین شهرت کاری خود دست یافت. جنگ مکزیک و آمریکا در زمان این سفر دریایی آغاز شد. ناخدا جان دی اسلوت در ۷ ژوئیه ۱۸۴۶ مدعی کالیفرنیا برای ایالات متحده شد و فرمانده جان بی مونتگومری از کشتی جنگی یواس‌اس پورتسمث در ۹ ژوئیه ۱۸۴۶ به دهکدهٔ ساحلی یربا بوئنا رسید و کنترل آن منطقه را از سوی ایالات متحده به دست گرفت.
از آنجاییکه ستوان بارتلت به زبان اسپانیایی مسلط و با موضوعات حقوقی آشنا بود، فرمانده مونتگومری در ۱۴ اوت ۱۸۴۶ به او مأموریت داد که به نمایندگی از دولت نظامی، شهردار یربا بوئنا شود که این سمت از لحاظ عملکردی شبیه به فرماندار در نظام مکزیک بود. بارتلت همزمان با فردی غیرنظامی (همچنین انتصابی) به نام خوزه دی ژسوس نوئه که پیشتر در سال‌های ۱۸۴۲–۱۸۴۳، شهردار بود، خدمت کرد. به این ترتیب، ستوان بارتلت اولین شهروند ایالات متحده در سمت شهردار (مقامی که وظایفش تلفیقی از وظایف شهردار و قاضی دادگاه‌های محلی است)، یربا بوئنا شد.
ستوان بارتلت در ۱۵ سپتامبر ۱۸۴۶، در اولین انتخابات برگزار شده تحت حکومت جدید، برای جانشینی خود انتخاب شد. او در تراژدی گروه دونر نقش داشت. بارتلت پس از دریافت خبر این فاجعه برای کمک به بازماندگان، لباس و آذوقه فراهم کرد. بارتلت در ۸ دسامبر ۱۸۴۶، در حالی که در سفری تدارکاتی بود، به مدت یک ماه به اسارت «گروهی چریکی از کالیفرنیایی‌ها» درآمد.
بارتلت در یکی از آخرین اقدامات خود به عنوان شهردار، در ۳۰ ژانویه ۱۸۴۷، نام یربا بوئنا را به‌طور رسمی به سانفرانسیسکو تغییر داد. او زمانی که کشتی پورتسمث دستورهای جدیدی را دریافت کرد، از سمت خود کناره‌گیری و به همراه کشتی، آن منطقه را ترک کرد.
بارتلت به عنوان نقشه‌برداری با تجربه، دستور تهیهٔ اولین نقشه‌های این شهر را نیز داد. خیابان مونتگومری که هنوز هم خیابانی مهم در سانفرانسیسکو است، به احترام افسر فرمانده‌اش نام‌گذاری شد، اگرچه خیابان بارتلت به احتمال زیاد به احترام او نام‌گذاری شده، اما گفته می‌شود که این خیابان به احترام واشینگتن مونتگومری بارتلت که بیستمین شهردار سانفرانسیسکو و بعدها شانزدهمین فرماندار کالیفرنیا بود، نام‌گذاری شده‌است.

## نقشه‌برداری سواحل اقیانوس آرام
احتمالاً به دلیل آشنایی بارتلت با سواحل غربی، او در سال ۱۸۴۸، مأمور بخش سواحل اقیانوس آرام در سازمان نقشه‌برداری سواحل ایالات متحده شد. او در ۹ ژانویه ۱۸۴۹، با فرماندهی کشتی یواس‌اس ایوینگ عازم سانفرانسیسکو شد. این سفر در حوالی کیپ هورن طاقت فرسا بود و تقریباً هفت ماه طول کشید. کشتی ایوینگ در اول اوت وارد سانفرانسیسکو شد. هرچند، کشتی ایوینگ در خلیج سانفرانسیسکو نماند و بارتلت برای پیشگیری از فرار خدمه به سوی نواحی زرخیر، آن را به سمت شمال و به سوی خلیج توملز برد. کشتی در ۶ اوت بازگشت و ویلیام پوپ مک‌آرتور در ۳۱ اوت فرماندهی کشتی را برعهده گرفت. بارتلت در کشتی ماند و با آن به هاوایی رفت. در زمستان ۱۸۴۹–۱۸۵۰ را در آنجا گذراند.

## اواخر حرفه و رسوایی
در سال ۱۸۵۲، بارتلت از سازمان نقشه‌برداری مرخص شد و مدت زمان زیادی را در اروپا صرف خرید تجهیزات فانوس دریایی از سوی وزارت دارایی کرد.
در فوریه ۱۸۵۵، بارتلت بار دیگر به عنوان ستوان یکم و افسر اجرایی ناوسرفرماندهی گردان آفریقایی برای خدمت به دریا رفت. این خدمت طولانی نبود، زیرا در سپتامبر ۱۸۵۵، بارتلت توسط هیئت نیروی دریایی از فهرست افسران نیروی دریایی حذف شد. پس از پرس و جو از سوی همسر ستوان بارتلت، مشخص شد که هیچ اتهامی علیه هیچ افسری مطرح نشده‌است.
ستوان بارتلت، پس از بازگشت به ایالات متحده، سرسختانه برای بازگشت به فهرست افسران نیروی دریایی تلاش کرد، از جمله در سال ۱۸۵۶، «عریضه‌ای» طولانی به کنگره ارائه کرد که مشروحی از خدماتش بود. تا حدی، این عریضه بر رد اتهاماتی تأکید داشت، مبنی بر اینکه ستوان بارتلت زمانی که مأمور وزارت دارایی و افسر گردان آفریقایی بود، درگیر تخلفات مالی شده‌است. سنای ایالات متحده در ۱۳ مارس ۱۸۵۷، از بارتلت خواست که برای بازگشت به خدمت، دادخواست خود را پس بگیرد؛ تا سال ۱۸۵۹، ستوان بارتلت به خدمت بازگردانده نشد.

## حرفه جنگ داخلی
با شروع جنگ داخلی، بارتلت درگیر بسیج تیپ نیروی دریاییِ بارتلت برای خدمت شد. با این حال، پس از گزارش به منطقهٔ فورت مونرو، ویرجینیا در اواخر بهار ۱۸۶۱، این تیپ از سوی افسر فرمانده، سرلشکر بنجامین اف باتلر برای خدمت پذیرفته نشد. بارتلت که سرهنگ این تیپ بود، بعداً در سانحه‌ای دچار آسیب جدی و در نتیجه این تیپ منحل و بخشی از آن به عنوان نودونهمین هنگ داوطلب نیروی شبه‌نظامی نیویورک در اوت ۱۸۶۱ دوباره ساماندهی شد. رفتار و مدیریت بارتلت آماج انتقاد جدی برخی رسانه‌ها قرار گرفت، حتی در مقاله‌ای به این موضوع اشاره شد که افرادی در این تیپ، سلامت روانی او را زیر سؤال برده‌اند.
بارتلت همچنان به دنبال توجیه و دفاع از خود بود. ثبت شده که سناتور جان پی هیل از نیوهمپشایر در مارس ۱۸۶۲، دربارهٔ پروندهٔ بارتلت به وزیر نیروی دریایی، گیدئون ولز، نامه نوشته‌است. با این حال، هیچ سابقه‌ای مبنی بر اینکه بارتلت تبرئه شده باشد، وجود ندارد. از سال ۱۸۶۲، بارتلت در یک شرکت مهندسی عمران، کشتی‌رانی، دریایی و سیستم‌های بخار در خیابان ۱۶۹ برادوی، در نیویورک‌سیتی مشغول به فعالیت بود.
بارتلت در فوریه ۱۸۶۵ در منطقهٔ بروکلین هایتس، بروکلین، نیویورک‌سیتی درگذشت و در گورستان گرین وود، بخش ۹۰، قطعهٔ ۷۷۵/۷۷۲، در بروکلین به خاک سپرده شد.